# 闇黑宇宙
闇黑宇宙是一系列由環球影業開創的美國恐怖、冒險及動作風格的怪物電影系列，存在於共同的虛構宇宙中。該宇宙同時也是原環球怪物的重啟。
2013年10月，羅柏托·奧契受IGN採訪，暗示重啟的《神鬼傳奇》和《凡赫辛》將會存在於共同的宇宙中。2013年11月27日，電影的上映日排於2016年4月22日。計劃的新發展於2014年7月提出，官方宣布他們請來了艾力克斯·寇茲曼和《刺客聯盟》編劇克里斯·摩根來規劃經典電影的怪物發展，其中包括科學怪人、吸血鬼、半魚人、隱形人、科學怪人的新娘和木乃伊，而《神鬼傳奇》（木乃伊）則會是首部發展項目。2014年12月，環球又請了《女飛人》編劇傑·巴蘇為未公開的電影編劇。環球的董事長在去年11月接受採訪時表示，新的電影將會著重於更多的動作冒險而非恐怖，並將其「重新構想」來讓現今的觀眾更有帶入感。2015年8月，艾力克斯·寇茲曼宣布了新的系列電影將會是結合恐怖和其他的元素風格。
2017年5月，官方釋出了該系列電影的名稱，以及由维塔数码製作的標誌和主題影片（丹尼·葉夫曼配樂）。2017年11月，由於《神鬼傳奇》的失敗而使得克里斯·摩根和艾力克斯·寇茲曼都已退出闇黑宇宙的計劃。

## 作品
| 標題           | 美國上映日    | 導演            | 編劇                                                                                          | 監製                                                     | 狀態   |
| -------------- | ------------- | --------------- | --------------------------------------------------------------------------------------------- | -------------------------------------------------------- | ------ |
| 神鬼傳奇       | 2017年6月9日  | 艾力克斯·寇茲曼 | 故事：強·史派茲、艾力克斯·寇茲曼和珍妮·盧米特 劇本：大衛·柯普、克里斯多福·麥奎里和狄倫·庫斯曼 | 艾力克斯·寇茲曼、克里斯·摩根、西恩·丹尼爾和莎拉·布萊德蕭 | 已上映 |
| 狼人           | 2025年1月24日 | 雷·沃納爾       | 蔻柏特·塔克                                                                                   | 傑森·布倫                                                | 已上映 |
| 科學怪人的新娘 | 未知          | 比爾·坎登       | 大衛·柯普                                                                                     | 艾力克斯·寇茲曼和克里斯·摩根                             | 計劃中 |
| 凡赫辛         | 未知          | 未知            | 強·史派茲和艾瑞克·赫瑟勒                                                                      | 艾力克斯·寇茲曼、克里斯·摩根和羅柏托·奧契                | 計劃中 |
| 黑湖妖潭       | 未知          | 未知            | 傑夫·賓克                                                                                     | 艾力克斯·寇茲曼和克里斯·摩根                             | 計劃中 |
| 歌劇魅影       | 未知          | 未知            | 未知                                                                                          | 未知                                                     | 計劃中 |
| 鐘樓怪人       | 未知          | 未知            | 未知                                                                                          | 未知                                                     | 計劃中 |

### 電影作品

#### 神鬼傳奇（2017）
2012年，官方宣布將重啟《神鬼傳奇》、《黑暗時刻》編劇強·史派茲為重啟的《神鬼傳奇》撰寫劇本，而《神鬼傳奇》原本的監製西恩·丹尼爾將回歸擔任監製。12月，據傳該重啟版會回到它原始的現代恐怖片風格。2013年2月14日，《飢餓遊戲》編劇比利·雷參與了《神鬼傳奇》重啟的初稿競爭。9月14日，宣布《決戰異世界》導演連恩·懷斯曼將執導《神鬼傳奇》。2013年7月，連恩·懷斯曼由於日程安排的衝突而放棄執導。9月，據報導，《母侵》導演安迪·馬希提正在會談執導電影。然而，他於2014年5月因創作理念分歧而退出。2015年4月，《神鬼傳奇》重啟版已延遲至2017年3月24日。艾力克斯·寇茲曼於該月底被指派作為導演。第二天，電影的上映日被沿至2016年6月24日，而4月22日則被環球改為《狩獵者：凜冬之戰》。同月，《神鬼傳奇》重啟版的情節透露，敘述一支海豹部隊在伊拉克沙漠獵捕恐怖分子，卻意外地和亞述巴尼拔國王的墓扯上關係。其他消息聲稱湯姆·克魯斯在會談重啟的《神鬼傳奇》中擔任主角。《好萊塢報導》報導，蘇菲亞·波提拉在會談《神鬼傳奇》重啟版的女主角。2016年1月，宣布克魯斯和波提拉將主演《神鬼傳奇》重啟版，於2017年6月9日在美國上映。2016年3月，據報導，安娜貝爾·瓦莉絲和傑克·強森分別在會談飾演考古學者和軍人的角色。2016年5月4日，據報導，羅素·克洛在會談於片中客串亨利·傑奇／化身博士。
電影於2016年4月在英格蘭的牛津開拍，並於2017年6月9日在美國上映。

#### 狼人（2025）
2014年7月，環球影業宣布了共同宇宙電影系列的計畫，後來被稱為「闇黑宇宙」，以公司旗下的環球怪物為中心，其中包括《狼人》。2014年11月，亞倫·葛茲考斯基被媒體證實正在編寫環球影業重啟版《狼人》的劇本。 2016年6月，Deadline Hollywood網站報導了巨石強森被考慮出演該角色的傳言。10月，大衛·卡拉漢受聘重寫劇本。2017年，闇黑宇宙首部電影《神鬼傳奇》口碑票房皆敗，導致環球影業決定放棄共享宇宙的概念，將重點轉向講述個別故事，並取消了《狼人》和其他正在開發的電影。

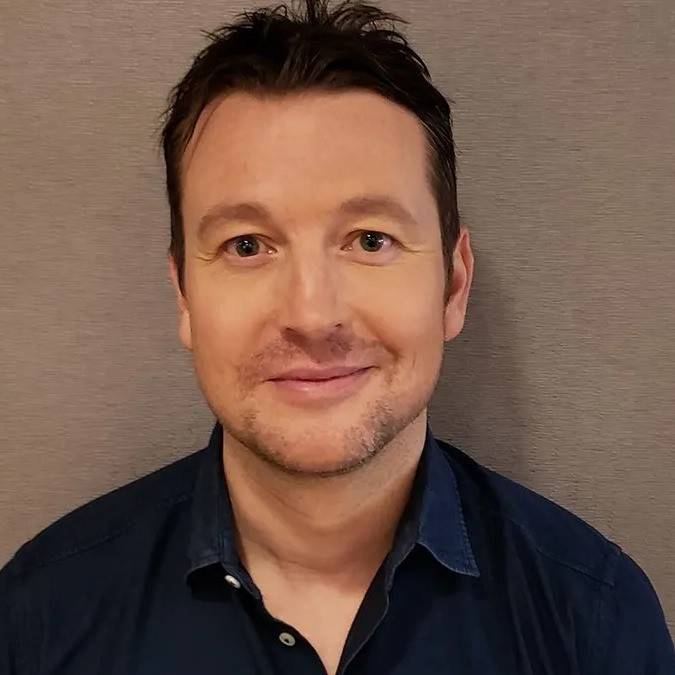
雷·沃納爾先前的怪物電影的成功啟發環球影業繼續製作《狼人》

記者賈斯汀·克羅爾（Justin Kroll）表示，雷·沃納爾的《隱形人》（2020年）在口碑及商業上的成功，令環球影業「廢除了共同宇宙概念」，並放寬了對幕前幕後人才的限制，之後的怪物電影不必強求高成本、「大牌人才」站台，並顧慮MPAA評級。到了2020年初，環球影業已聽取了電影人一年半的專案想法，尋求開發該系列中的其他角色。這些會議包括萊恩·葛斯林提議重拍《狼人》並主演，勞倫舒克·布魯姆（Lauren Schuker Blum）和麗貝卡·安吉洛（Rebecca Angelo）則撰寫了一部與《獨家腥聞》（2014年）風格相似的劇本。幾位電影製片人曾被考慮執導，其中包括柯瑞·芬萊，據報導他的電影《良種動物》（2017年）深受環球影業的喜愛，沃納爾最初拒絕，直到被《隱形人》製片人傑森·布倫建議重新考慮（2020年2月，沃納爾在《隱形人》的新聞採訪中提及有意製作狼人電影）。7月，沃納爾進入了電影前製論述的編寫及導演的洽談。
《狼人》由環球影業負責發行，定檔2025年1月17日在美國上映。此前安排的美國上映日為2024年10月25日。

### 未來

#### 科學怪人的新娘（TBA）
2015年11月，《好萊塢報導》報導，官方有意安潔莉娜·裘莉擔任主演。《綜藝》報導，《神鬼大盜》導演大衛·柯普將為電影編劇。2016年7月，宣布哈維爾·巴登將在該宇宙中飾演科學怪人。2017年4月，比爾·坎登正在會談執導電影。2017年5月，《科學怪人的新娘》將是比爾·坎登執導的下一部電影，並定於2019年2月14日在美國上映。6月，據報導環球仍希望讓安潔莉娜·裘莉擔任主演。2017年10月，環球將該片從日程表上撤下
。

#### 凡赫辛（TBA）
2012年5月1日，羅柏托·奧契和艾力克斯·寇茲曼一同簽了為期兩年的合約，其中包括監製重啟的《凡赫辛》，並鎖定湯姆·克魯斯參演。2015年11月，據報導，強·史派茲和《搏命關頭》導演和編劇艾瑞克·赫瑟勒將為重啟的《凡赫辛》編劇，但湯姆·克魯斯退出了電影。

#### 半魚人（TBA）
2015年4月，宣布《黑湖妖潭》重啟版將由《蜘蛛人驚奇再起2：電光之戰》編劇傑夫·賓克被請來撰寫劇本，以及史嘉蕾·喬韓森有望擔任女主角。

#### 歌劇魅影（TBA）
2017年6月，環球打算將歌劇魅影引入闇黑宇宙中。

#### 鐘樓怪人（TBA）
2017年6月，環球打算將鐘樓怪人引入闇黑宇宙中。

## 迴響

### 票房
| 電影         | 美國上映日   | 票房收入    | 票房收入     | 票房收入     | 預算         | 參考   |
| 電影         | 美國上映日   | 北美        | 其他地區     | 全球         | 預算         | 參考   |
| ------------ | ------------ | ----------- | ------------ | ------------ | ------------ | ------ |
| 《神鬼傳奇》 | 2017年6月9日 | $80,227,895 | $329,003,712 | $409,231,607 | $125,000,000 | [ 56 ] |

### 評價
| 標題         | 爛番茄           | Metacritic     | CinemaScore | IMDb |
| ------------ | ---------------- | -------------- | ----------- | ---- |
| 《神鬼傳奇》 | 16%（290篇評論） | 34（44篇評論） | B−          | 5.5  |

## 廢棄的計劃

#### 德古拉：永咒傳奇
2014年10月1日，宣布補拍於製作結束後不久，以配合重啟的環球怪物系列計畫，重啟版的《神鬼傳奇》是系列中的第一部，而《德古拉：永咒傳奇》是第二部。製片人阿利薩·菲利普斯在英國首映會時證實，《德古拉：永咒傳奇》才是第一部。他希望伊凡斯的角色能客串《神鬼傳奇》，並也談到了本片的續集和怪物系列的重啟。導演在接受IGN記者採訪時，表示「如何想用它（本片）作為跳板，他們是可以這麼做的」。
但後來據傳，《德古拉：永咒傳奇》並不列在重啟的環球怪物系列計畫中，而使改以《神鬼傳奇》（2017年）作為該宇宙的第一部電影。

#### 隱形人（2020）
2016年2月，宣布強尼·戴普將出演《隱形人》重啟版，由《出神入化》編劇艾德·所羅門撰寫劇本。

但由於《神鬼傳奇》的票房和口碑的失敗，該計劃從闇黑宇宙計劃中去除。後來布倫屋製片加入重啟計劃，改由伊麗莎白·摩斯主演、雷·沃爾納編導。《隱形人》於2020年2月28日在全美上映。

## 爭議

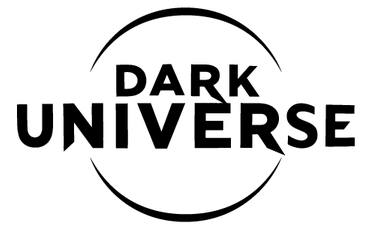
闇黑宇宙標誌

2017年5月底，「闇黑宇宙」（Dark Universe）一名宣布後不久，華納兄弟公司對環球提出控告，因為「Dark Universe」一名早於他們發展《黑暗正義聯盟》的改編電影時就已定名，為此環球使用「Dark Universe」一名涉及侵權。華納兄弟至今仍無提告的舉動。